# Arrondissement de Saintes
L'arrondissement de Saintes est une division administrative française, située dans le département de la Charente-Maritime et la région Nouvelle-Aquitaine.
Cet arrondissement occupe la partie centrale du département de la Charente-Maritime.

## Composition

### Composition jusqu'en 2016
L'arrondissement de Saintes regroupe 107 communes qui sont réparties en 9 cantons.
La composition administrative de l'arrondissement est la suivante :
- Le Canton de Burie regroupe 10 communes :
Burie, Chérac, Dompierre-sur-Charente, Écoyeux, Migron, Saint-Bris-des-Bois, Saint-Césaire, Saint-Sauvant, Le Seure et Villars-les-Bois.

- Le Canton de Cozes regroupe 14 communes :
Arces, Barzan, Boutenac-Touvent, Brie-sous-Mortagne, Chenac-Saint-Seurin-d'Uzet, Cozes, Épargnes, Floirac, Grézac, Meschers-sur-Gironde, Mortagne-sur-Gironde, Saint-Romain-sur-Gironde, Semussac et Talmont-sur-Gironde.

- Le Canton de Gémozac regroupe 16 communes :
Berneuil, Cravans, Gémozac, Jazennes, Meursac, Montpellier-de-Médillan, Rétaud, Rioux, Saint-André-de-Lidon, Saint-Quantin-de-Rançanne, Saint-Simon-de-Pellouaille, Tanzac, Tesson, Thaims, Villars-en-Pons et Virollet.

- Le Canton de Pons regroupe 19 communes :
Avy, Belluire, Biron, Bougneau, Brives-sur-Charente, Chadenac, Coulonges, Échebrune, Fléac-sur-Seugne, Marignac, Mazerolles, Montils, Pérignac, Pons (Charente-Maritime), Rouffiac, Saint-Léger, Saint-Seurin-de-Palenne, Saint-Sever-de-Saintonge et Salignac-sur-Charente.

- Le Canton de Saint-Porchaire regroupe 15 communes :
Beurlay, Crazannes, Les Essards, Geay, Plassay, Pont-l'Abbé-d'Arnoult, Port-d'Envaux, Romegoux, Saint-Porchaire, Saint-Sulpice-d'Arnoult, Sainte-Gemme, Sainte-Radegonde, Soulignonne, Trizay et La Vallée.

- Le Canton de Saintes-Est (a) regroupe 6 communes + une fraction de la commune de Saintes, ce qui est comptabilisé comme 7 communes :
Chaniers, La Chapelle-des-Pots, Colombiers, Courcoury, Les Gonds, La Jard et Saintes (fraction de commune).

- Le Canton de Saintes-Nord (b) regroupe 5 communes + une fraction de la commune de Saintes, ce qui est comptabilisé comme 6 communes :
Bussac-sur-Charente, Le Douhet, Fontcouverte, Saint-Vaize, Saintes (fraction de commune) et Vénérand.

- Le Canton de Saintes-Ouest (c) regroupe 8 communes + une fraction de la commune de Saintes, ce qui est comptabilisé comme 9 communes :
Chermignac, Écurat, Nieul-lès-Saintes, Pessines, Préguillac, Saint-Georges-des-Coteaux, Saintes (fraction de commune), Thénac et Varzay.

- Le Canton de Saujon regroupe 13 communes :
Balanzac, Le Chay, La Clisse, Corme-Écluse, Corme-Royal, Luchat, Médis, Nancras, Pisany, Sablonceaux, Saint-Romain-de-Benet, Saujon et Thézac.

(a), (b), (c) : L'ensemble des trois cantons autour de Saintes et la commune de Saintes regroupent 20 communes.

### Composition depuis 2017
La composition de l'arrondissement est modifiée par l'arrêté du 30 décembre 2016 prenant effet au 1er janvier 2017.
Au 1er janvier 2024, l'arrondissement groupe les 88 communes suivantes :
1. Arces
2. Balanzac
3. Barzan
4. Berneuil
5. Beurlay
6. Boutenac-Touvent
7. Brie-sous-Mortagne
8. Burie
9. Bussac-sur-Charente
10. Chaniers
11. La Chapelle-des-Pots
12. Le Chay
13. Chenac-Saint-Seurin-d'Uzet
14. Chérac
15. Chermignac
16. La Clisse
17. Colombiers
18. Corme-Écluse
19. Corme-Royal
20. Courcoury
21. Cozes
22. Cravans
23. Crazannes
24. Dompierre-sur-Charente
25. Le Douhet
26. Écoyeux
27. Écurat
28. Épargnes
29. Les Essards
30. Floirac
31. Fontcouverte
32. Geay
33. Gémozac
34. Les Gonds
35. Grézac
36. La Jard
37. Jazennes
38. Luchat
39. Médis
40. Meursac
41. Migron
42. Montils
43. Montpellier-de-Médillan
44. Mortagne-sur-Gironde
45. Nancras
46. Nieul-lès-Saintes
47. Pessines
48. Pisany
49. Plassay
50. Pont-l'Abbé-d'Arnoult
51. Port-d'Envaux
52. Préguillac
53. Rétaud
54. Rioux
55. Romegoux
56. Rouffiac
57. Sablonceaux
58. Saint-André-de-Lidon
59. Saint-Bris-des-Bois
60. Saint-Césaire
61. Saintes
62. Sainte-Gemme
63. Saint-Georges-des-Coteaux
64. Saint-Porchaire
65. Sainte-Radegonde
66. Saint-Romain-de-Benet
67. Saint-Sauvant
68. Saint-Sever-de-Saintonge
69. Saint-Simon-de-Pellouaille
70. Saint-Sulpice-d'Arnoult
71. Saint-Vaize
72. Saujon
73. Semussac
74. Le Seure
75. Soulignonne
76. Talmont-sur-Gironde
77. Tanzac
78. Tesson
79. Thaims
80. Thénac
81. Thézac
82. Trizay
83. La Vallée
84. Varzay
85. Vénérand
86. Villars-en-Pons
87. Villars-les-Bois
88. Virollet

## Géographie

### Situation géographique
L'arrondissement de Saintes occupe une situation quasi centrale au sein du département de la Charente-Maritime. Historiquement, il constitue le cœur de l'ancienne province de Saintonge.
Au nord, il est délimité par l'arrondissement de Saint-Jean-d'Angély, au sud, il jouxte l'arrondissement de Jonzac, à l'ouest, il voisine avec l'arrondissement de Rochefort tandis qu'à l'est, il est au contact du département de la Charente via l'arrondissement de Cognac.
Au sud-ouest, il possède une petite ouverture maritime sur l'estuaire de la Gironde dont il occupe la rive droite.

### Hydrographie sommaire
La Charente et ses affluents de rive gauche (Seugne et Arnoult) ainsi que la Seudre sont les principaux cours d'eau qui arrosent cet arrondissement. Leurs cours suivent tous la même orientation, généralement sud-est / nord-ouest, correspondant aux plissements tectoniques qui ont affecté les terrains gréseux du Crétacé du plateau de la Saintonge.
Cet arrondissement possède une ouverture sur l'estuaire de la Gironde qui borde huit communes depuis la commune de Saint-Romain-sur-Gironde en amont jusqu'à la commune de Meschers-sur-Gironde en aval, toutes situées sur la rive droite de l'estuaire.

## Superficie

### La superficie de l'arrondissement
La superficie de l'arrondissement de Saintes est de 1 546,45 km2, ce qui en fait le plus étendu du département de la Charente-Maritime, occupant 22,53 % de la superficie totale du département.

### Liste des cantons et leur rang par superficie
| Rang | Canton                                         | Superficie | Nombre de communes |
| ---- | ---------------------------------------------- | ---------- | ------------------ |
| 1    | Gémozac                                        | 260,18 km2 | 16                 |
| 2    | Pons                                           | 238,63 km2 | 19                 |
| 3    | Saint-Porchaire                                | 235,54 km2 | 15                 |
| 4    | Cozes                                          | 200,55 km2 | 14                 |
| 5    | Saujon                                         | 197,75 km2 | 13                 |
| 6    | Burie                                          | 123,56 km2 | 10                 |
| …    | Saintes-Ouest (*)                              | 112,48 km2 | 8                  |
| …    | Saintes-Est (*)                                | 78,04 km2  | 6                  |
| …    | Saintes-Nord (*)                               | 54,17 km2  | 5                  |
| …    | Commune de Saintes (3 fractions de canton) (*) | 45,55 km2  | 1                  |

(*) : Concernant les trois cantons de Saintes (Saintes-Est, Saintes-Nord et Saintes-Ouest), la superficie cumulée - y compris la commune de Saintes - est de 290,24 km2.
Si le canton de Gémozac avec 260,18 km2 est le plus étendu de l'arrondissement de Saintes, il n'occupe cependant que le cinquième rang départemental après les cantons d'Aulnay (333,88 km2), Montguyon (322,31 km2), Matha (289,21 km2) et Mirambeau (266,86 km2).

## Démographie et population

### Évolution démographique
En 2022, l'arrondissement comptait 119 130 habitants.
| 1968   | 1975   | 1982   | 1990    | 1999    | 2006    | 2011    | 2016    | 2021    |
| ------ | ------ | ------ | ------- | ------- | ------- | ------- | ------- | ------- |
| 94 408 | 96 078 | 99 486 | 104 486 | 108 989 | 119 875 | 126 212 | 116 057 | 118 506 |

| 2022    | - | - | - | - | - | - | - | - |
| ------- | - | - | - | - | - | - | - | - |
| 119 130 | - | - | - | - | - | - | - | - |

### Le mouvement de communes
Le nombre de communes a varié entre 1946 et 1975 où les communes de Le Mung et de Saint-Georges-de-Didonne ont été retranchées de l'arrondissement de Saintes et annexées, la première, à l'arrondissement de Saint-Jean-d'Angély dans le canton de Saint-Savinien, la seconde, à l'arrondissement de Rochefort pour former le canton de Royan-Est.
L'arrondissement de Saintes comptait 110 communes de 1946 à 1968.
Entre-temps, les communes de Chenac et de Saint-Seurin-d'Uzet ont fusionné pour former en 1965 une seule commune, Chenac-Saint-Seurin-d'Uzet dans le canton de Cozes, ce qui a établi le nombre de communes à 108.
Ensuite, la commune de Le Mung a été retranchée à l'arrondissement de Saintes - canton de Saint-Porchaire - pour intégrer celui de Saint-Jean-d'Angély - canton de Saint-Savinien ; le nombre total de communes est alors de 107.
Depuis 2015, le nombre de communes des arrondissements varie chaque année soit du fait du redécoupage cantonal de 2014 qui a conduit à l'ajustement de périmètres de certains arrondissements, soit à la suite de la création de communes nouvelles. Le nombre de communes de l'arrondissement de Saintes est ainsi de 107 en 2015, 107 en 2016, 89 en 2017 et 88 en 2018.

### Un arrondissement assez densément peuplé
Sa densité de population est assez moyenne avec 78 hab/km2 contre 88 hab/km2 pour la Charente-Maritime et 114 hab/km2 pour la France métropolitaine en 2007.

### Une urbanisation moyenne
L'arrondissement de Saintes se caractérise par une urbanisation plutôt faible, dont le taux urbain est de 36 % en 2007 en se limitant aux seules unités urbaines sur son territoire ; ce qui est nettement inférieur à celui de la Charente-Maritime qui est de 58,1 %.
Trois unités urbaines sont recensées en 2007 dans cet arrondissement, qui demeure encore très rural. Parmi celles-ci se trouvent Saintes avec 30 086 habitants, Saujon avec 6 404 habitants et Pons avec 4 442 habitants, mais le poids de Saintes dans son arrondissement se mesure davantage par celui de son aire urbaine que par celui de sa ville.
Ainsi en prenant en compte l'aire urbaine de Saintes, le taux de population urbaine de l'arrondissement de Saintes s'élève à 57,4 % en 2007, taux très proche de celui de la Charente-Maritime qui est de 58,1 % et supérieur à celui de la région Poitou-Charentes qui est de 55 %.
Avec Saujon et Pons qui sont des pôles urbains influents sur leurs cantons, cet arrondissement compte seulement 9 communes de plus de 2 000 habitants sur les 60 que recense le département de la Charente-Maritime, ce qui est peu.
Liste des 11 communes de plus de 2 000 habitants en 2009 dans l'arrondissement de Saintes
| commune                   | Population en 2010 |
| ------------------------- | ------------------ |
| Saintes                   | 26 011 hab.        |
| Saujon                    | 6 796 hab.         |
| Pons                      | 4 333 hab.         |
| Chaniers                  | 3 453 hab.         |
| Meschers-sur-Gironde      | 2 814 hab.         |
| Médis                     | 2 739 hab.         |
| Gémozac                   | 2 723 hab.         |
| Saint-Georges-des-Coteaux | 2 560 hab.         |
| Fontcouverte              | 2 218 hab.         |
| Semussac                  | 2 041 hab.         |
| Cozes                     | 2 005 hab.         |

## Administration
| Période     | Période  | Identité                   | Fonction précédente | Observation                                                                   |
| ----------- | -------- | -------------------------- | ------------------- | ----------------------------------------------------------------------------- |
| ...         |          | ...                        |                     |                                                                               |
| 6 juin 1861 | …        | comte Antoine de Rochefort |                     | précédemment secrétaire général de la Loire                                   |
| ...         |          | ...                        |                     |                                                                               |
| 1958        | 1960     | Georges Le Sidaner         |                     |                                                                               |
| 1960        | 1965     | Jean Malefond              |                     | Décédé en fonctions                                                           |
| 1965        | 1968     | Albert Lacolley            |                     |                                                                               |
| 1968        | 1974     | Bernard Chevrier           |                     |                                                                               |
| 1974        | 1981     | Georges Moyon              |                     |                                                                               |
| 1981        | 1984     | Jean-Claude Raynaud        |                     |                                                                               |
| 1984        | 1985     | Guy Fontanelle             |                     |                                                                               |
| 1985        | 1987     | Paul Defarge-Lacroix       |                     |                                                                               |
| 1987        | 1990     | Yves Fauqueur              |                     |                                                                               |
| 1990        | 1991     | Jean Memeint               |                     |                                                                               |
| 1991        | 1993     | Philippe Paolantoni        |                     |                                                                               |
| 1993        | 2000     | François Lamelot           |                     |                                                                               |
| 2000        | 2003     | Jean François Monteils     |                     |                                                                               |
| 2003        | 2007     | Antoine Prax               |                     |                                                                               |
| 2007        | 2008     | Bruno Guigue               |                     |                                                                               |
| 2008        | 2011     | Jacques Lauvergnat         |                     |                                                                               |
| 2011        | 2012     | Thierry Tesson             |                     |                                                                               |
| 2012        | 2016     | Michelle Cazanove          |                     | précédemment sous-préfète de l’arrondissement de Langon                       |
| 2016        | 2018     | Catherine Walterski        |                     | précédemment secrétaire générale de la Préfecture de Saint-Pierre-et-Miquelon |
| 2018        | 2021     | Adeline Bard               |                     |                                                                               |
| 2021        | En cours | Véronique Schaaf           |                     |                                                                               |